# Отвъд предела (2010)
„Отвъд предела 2010“ (Over the Limit 2010) е турнир на Световната федерация по кеч.
Турнирът е pay-per-view и се провежда на 23 май 2010 г. на „Джо Луис Арена“.

## Мачове
| #        | Мач                                                                                | Правила | Време |
| -------- | ---------------------------------------------------------------------------------- | --- | ----- |
| Дарк мач | Ем Ви Пи победи Чаво Гереро                                                        | Сингъл мач | 04:20 |
| 1        | Кофи Кингстън победи Дрю Макинтайър (c)                                            | Сингъл мач за интерконтинеталната титла | 06:24 |
| 2        | Ар Труф победи Тед Дибиаси                                                         | Сингъл мач | 07:46 |
| 3        | Рей Мистерио победи Си Ем Пънк                                                     | Сингъл мач Ако Пънк загуби ще се обръсне гола глава. Ако Мистерио загуби ще трябва да се присъедини към отбора на Пънк Стрейтедж обществото | 13:49 |
| 4        | Дейвид Харт Смит и Тайсън Кид (с Наталия (кечист)) (c) победиха Крис Джерико и Миз | Отборен мач за отборните титли | 10:44 |
| 5        | Острието се бие с Ранди Ортън без победител                                        | Сингъл мач | 12:58 |
| 6        | Грамадата победи Джак Суагър (c) чрез дискфалификация                              | Сингъл мач за световната титла в тежка категория                                                                                            | 05:05 |
| 7        | Ийв Торес (c) победи Марийс                                                        | Сингъл мач за титлата на дивите | 05:03 |
| 8        | Джон Сина (c) победи Батиста                                                       | Мач предавам се за титлата на федерацията                                                                                                   | 20:33 |